# Nebojša Simić
Nebojša Simić, född 19 januari 1993 i Bar, är en montenegrinsk handbollsmålvakt som sedan 2017 spelar för MT Melsungen.

## Klubblagskarriär
Nebojša Simić började sin karriär i  RK Sedmerac Bar och RK Mornar Bar. I Sedmerac spelade han som 14-åring målvakt i Montenegros andradivision. Inför säsongen 2010–2011 flyttade han till RK Lovćen Cetinje. I den klubben vann kan  montenegrinska mästerskapet 2012 och cupen 2011 och 2012. Han spelade också två matcher cupvinnarcupen i handboll 2010–2011 och 2011–2012. Som 19-åring lämnade han hemlandet och spelade i Sverige. Säsongen 2012–2013 flyttade han till H43 Lund som vann Allsvenskan.  Simić värvades av HK Malmö. Med Malmö nådde han två gånger slutspelet i mästerskapet, men blev utslagen i kvartsfinalen. Från 2015 spelade han för IFK Kristianstad. Med IFK vann Simić både handbollsligan och slutspelet 2016 och 2017 och blev två gånger svensk mästare. I EHF Champions League 2015–2016 och 2016–2017 kom han bara till gruppspelet med IFK Kristianstad. Sedan säsongen 2017–2018 har han haft kontrakt med den tyska bundesligaklubben MT Melsungen. Med klubben nådde han finalen i DHB-Pokal 2019–2020, där Melsungen besegrades av TBV Lemgo.

## Landslagskarriär
Med Montenegros undomslag slutade Simić på 7:e plats vid U-19 European Open 2011 i Göteborg och röstades fram som den bästa målvakten i All-Star-Team. Vid VM 2013 spelade han sin första mästerskapsturnering efter att Montenegro slagit ut Sverige i kvalet till VM.  Han var sedan med i truppen till EM 2014, 2018, 2020 och 2022. Montenegro lyckades inte kvalificera sig till VM-turneringarna.Simić har spelat 33 landskamper för det montenegrinska landslaget till VM 2023.